# Lincoln's Gettysburg Address
Lincoln's Gettysburg Address è un cortometraggio muto del 1912 diretto da James Stuart Blackton e da James Young.

## Produzione
Il film fu prodotto nel 1912 dalla Vitagraph Company of America.

## Distribuzione
Distribuito dalla General Film Company, il film - un cortometraggio in una bobina - uscì nelle sale degli Stati Uniti il 3 luglio 1912.